# رودین (کشکوئیه)
رودین یک روستا در ایران است که در بخش کشکوئیه شهرستان رفسنجان واقع شده‌است. رودین ۱۶۱ نفر جمعیت دارد.